# Strandkirken
Strandkirken ved Marielyst ligger i sommerhusområdet Marielyst ca. 11 km SSØ for Nykøbing Falster (Region Sjælland).
Kirken er privatejet, men med grund i Folkekirken. Den ledes af en komité bestående af både faste og valgte medlemmer. Foruden lokale beboere eller folk, der i øvrigt har en tilknytning til området, er komitéen sammensat af stiftets biskop, provsten over Falster Provsti, samt de kirkebogsførende sognepræster i hhv. Væggerløse og Nykøbing F Sogn.
Siden 2016 har sognepræst Anders Martin Lauritsen (Væggerløse) været formand for komitéen.
Strandkirken drives udelukkende af indsamlede midler, og modtager dermed ingen midler via den kirkelige ligning (kirkeskat).

## Historie
I 1944 besluttede en række fastbeboende i Væggerløse Sogn og sommerhusejere i Marielyst at arbejde for at bygge en kirke ved Marielyst, hvor de kunne gå til gudstjeneste.
Krigen og besættelsen forsinkede arbejdet, men den 19. december 1957 var man så vidt, at grundsten kunne lægges. Der var ligeledes i mellemtiden indsamlet tilstrækkelige midler til at finansiere den endelige opførelse af bygningen.
Kirken blev tegnet af arkitekt Albert Petersen, Nykøbing F. og opført af murermester Ottar Nielsen, tømrermester Skytte Koch, glarmester Wallin, blikkenslager A. Andersen & Søn, samt malermester Arndt Jensen.

## Eksterne kilder og henvisninger
- 50-årsjubilæumsskrift Arkiveret 29. januar 2020 hos  Wayback Machine
- Strandkirken på KortTilKirken.dk